# Klemen Lavrič
Klemen Lavrič (ur. 12 czerwca 1981 w Velenju) – słoweński piłkarz grający na pozycji napastnika. Od 2009 roku występuje w austriackim klubie Sturm Graz.

## Kariera

### Kariera klubowa
Klemen Lavrič karierę rozpoczął w klubie Rudar Velenje. W 2002 roku został piłkarzem Hajduka Split. Nie udało mu się tam jednak przebić do pierwszego składu i niebawem odszedł do Interu Zaprešić. Następnie Lavrič wyjechał do Niemiec, do klubu Dynamo Drezno. Po niezłym sezonie 2004/2005 – 17 bramek strzelonych w lidze i debiut w reprezentacji Słowenii – przeszedł do MSV Duisburg. Następnie w latach 2008–2009 Klemen Lavrič występował w lidze japońskiej, w klubie Omiya Ardija. W 2009 roku powrócił do Europy podpisując kontrakt z austriackim Sturmem Graz.

#### Statystyki
| Sezon     | Liga          | Klub           | Mecze | Gole |
| --------- | ------------- | -------------- | ----- | ---- |
| 1998/1999 | 2. SNL        | Rudar Velenje  | 13    | 1    |
| 1999/2000 | 2. SNL        | Rudar Velenje  | 30    | 8    |
| 2000/2001 | 2. SNL        | Rudar Velenje  | 24    | 8    |
| 2001/2002 | 2. SNL        | Rudar Velenje  | 24    | 10   |
| 2002/2003 | 1. HNL        | Hajduk Split   | 4     | 1    |
| 2003/2004 | 1. HNL        | Hajduk Split   | 3     | 0    |
| 2003/2004 | 2. HNL        | Inter Zaprešić | 10    | 3    |
| 2004/2005 | 2. Bundesliga | Dynamo Drezno  | 31    | 17   |
| 2005/2006 | Bundesliga    | MSV Duisburg   | 22    | 6    |
| 2006/2007 | 2. Bundesliga | MSV Duisburg   | 29    | 12   |
| 2007/2008 | Bundesliga    | MSV Duisburg   | 18    | 2    |
| 2008      | J-League      | Omiya Ardija   | 18    | 5    |
| 2009      | J-League      | Omiya Ardija   | 3     | 0    |
| 2009/2010 | Bundesliga    | Sturm Graz     | 24    | 8    |

## Kariera reprezentacyjna
Klemen Lavrič w reprezentacji Słowenii zadebiutował w 2004 roku. W sumie zagrał w niej 25-krotnie.